# Пуртворс
Пуртворс (дари پورتورس) — кишлак на северо-востоке Афганистана, в вилаяте (провинции) Бадахшан. Входит в состав района Вахан.

## Географическое положение
Пуртворс расположен на северо-востоке Бадахшана, в высокогорной местности, на левом берегу реки Вахандарьи, на расстоянии приблизительно 246 километров к востоку от города Файзабада, административного центра вилаята. Абсолютная высота — 3219 метров над уровнем моря. Ближайшие населённые пункты — кишлак Птух, кишлак Каркат (выше по течению Вахандарьи), кишлак Селькындж (ниже по течению Вахандарьи).

## Население
В национальном составе населения преобладают ваханцы.